# Otto Sverdrup

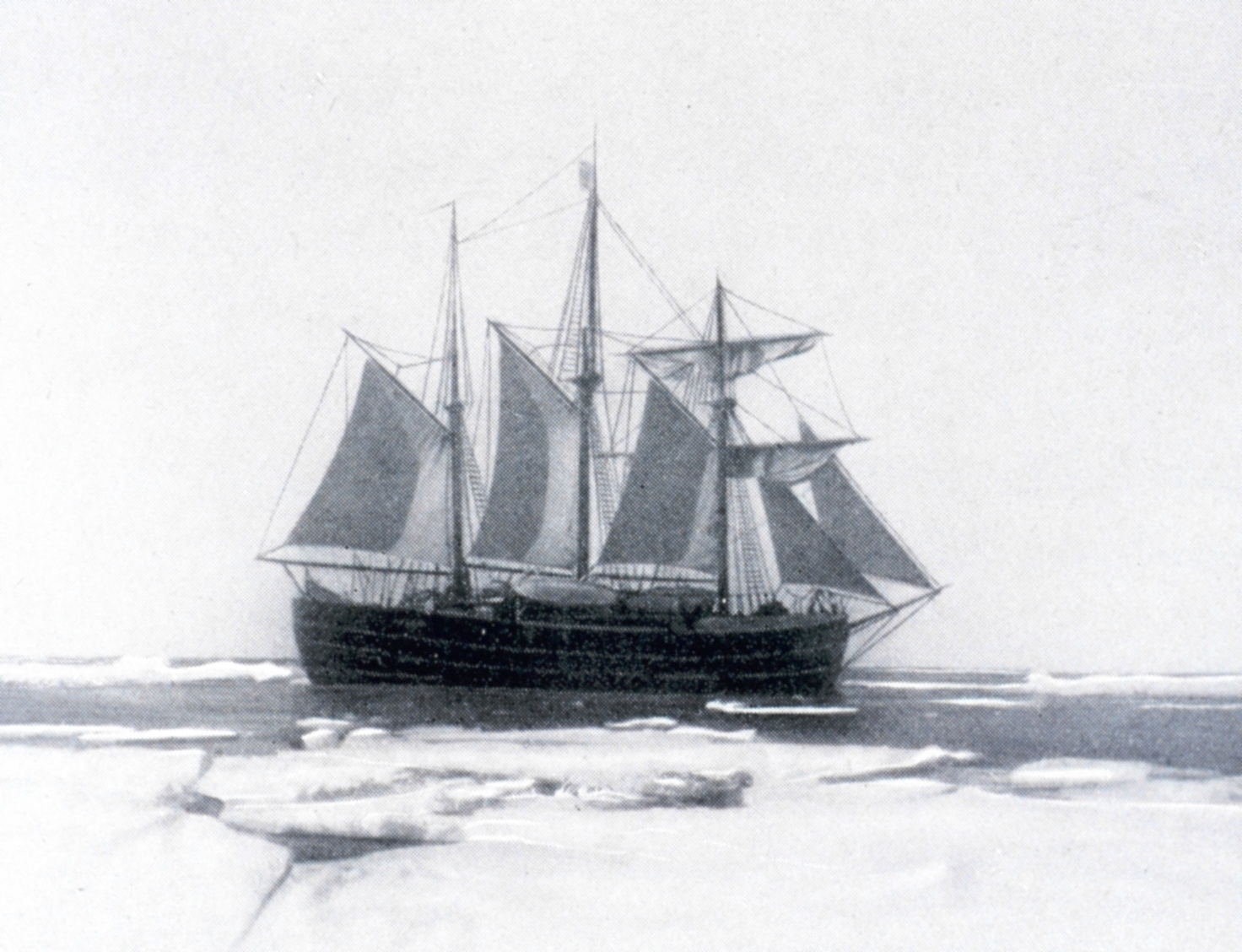
El buque Fram, desde el que Nansen intentó alcanzar el Polo. Sverdrup participó en esa expedición.

Otto Neumann Sverdrup (Bindal, condado de Nordland, 31 de octubre de 1854-Oslo, 26 de noviembre de 1930) fue un explorador noruego de las regiones árticas, que acompañó a Fridtjof Nansen en su expedición a bordo del Fram. Realizó una expedición  al norte de Canadá y Groenlandia (1898-1902), en el ártico canadiense descubrió y cartografió el grupo de islas Sverdrup, siendo la expedición polar que más superficie de tierras nuevas logró reconocer de cualquier época (260.000 km²).

## Biografía
Su padre nació en Boyas en el municipio de Nærøy, en ese momento municipio de Kolvereid. Como hijo primogénito, fue heredero de las propiedades familiares en Buøya. Sin embargo, dejó todo a sus hermanos menores y se dirigió a Åbygda, en Bindal, a la granja llamada Harstad, donde nació Otto Sverdrup. En 1872, a los 17 años, Otto regresó a Nærøy, en Ottersøy, donde su tío Søren trabajaba en el transporte marino con sus propios buques. Aquí Sverdrup comenzó su carrera como marinero y después de un tiempo comenzó a viajar al extranjero. En 1875 pasó su examen de piloto, y algunos años más tarde el de capitán. 
En 1877 los padres de Otto se trasladaron de Bindal a la granja Trana, situada fuera de Steinkjer. En esa época, O.T. Olsen, un profesor y empleado en el banco en Kolvereid y pariente de su madre, había comprado el barco de vapor Trio y Sverdrup fue empleado como capitán. Por esas mismas fechas, Sverdrup también conoció al abogado Alexsander Nansen que vivía en Namsos. Era el hermano de Fridtjof Nansen y, a través de él, y Sverdrup y Fridtjof Nansen oyeron hablar el uno del otro.

### La expedición de Nansen (1893-1896)
Sverdrup se unió a la expedición de Nansen de 1888 que cruzó Groenlandia en esquíes. En 1893 pasó a ser comandante del Fram y, en 1895, se quedó a cargo del mismo mientras Nansen intentaba llegar al Polo Norte. Sverdrup se quedó al mando del Fram y a finales de marzo de 1896 el buque se encontraba en la latitud 83°45'N, donde se divisaban vastas extensiones libres de agua y despejó el camino con explosivos. El 12 de julio de 1896, navegó finalmente en aguas libres antes de tener que atravesar una banquisa de 180 millas. El 19 de julio de 1896, el Fram atracó en el puerto de Skjervøy en Noruega.

### La expedición al ártico canadiense (1899-1902)
En 1898, también a bordo del Fram, Sverdrup intentó circunnavegar Groenlandia a través de la bahía de Baffin, pero no tuvo éxito al intentar cruzar las aguas heladas del estrecho de Nares. Fue forzado a pasar el invierno en la canadiense isla Ellesmere. Él y su tripulación exploraron y dieron nombre a muchos fiordos y penínsulas de la costa occidental de la isla (lo que explica la presencia de nombres noruegos en el ártico canadiense).   
Entre 1899 y 1902, volvió a invernar tres veces más en la isla Ellesmere, continuando su exploración y cartografía, descubriendo una serie de islas localizadas más al oeste, siendo las principales Axel Heiberg, Amund Ringnes y Ellef Ringnes, denominadas islas Sverdrup. Adoptando métodos de supervivencia de los inuit, Sverdrup y su tripulación lograron pasar cuatro años en muy duras condiciones, cartografiando un total de 260.000 km², más que cualquier otra expedición polar. Tras su retorno a Noruega, fue considerado un héroe nacional aunque en Norteamérica aún sigue siendo poco conocido.  
Sverdrup reclamó las tres islas que había descubierto para Noruega, lo que inició una disputa de soberanía con Canadá, que no terminaría hasta que en 1930 Noruega renunciara a sus pretensiones. Canadá adquirió las grabaciones de las expediciones de Sverdrup en 1931 por 67.000 dólares y actualmente se encuentran en los Archivos Nacionales de Canadá. 
Sverdrup publicó un libro sobre su viaje en 1903, en dos volúmenes, con el título, Nyt Land: Fire Aar i Arktiske Egne. Fue traducido y publicado en inglés al año siguiente, como New Land: Four Years in the Arctic Regions y en español en 1921, como Cuatro años en los hielos del polo (Ed. Espasa Calpe).

### Últimas expediciones
Una de las menos conocidas expediciones de Sverdrup fue la una expedición de búsqueda y rescate a bordo del Eklips en el mar de Kara en 1914-1915. Su objetivo era la búsqueda de dos expediciones árticas desaparecidas, la del capitán Brusilov, en el Svyataya Anna y la de Vladimir Rusanov en el Gerkules. 
La cuarta y última expedición de Sverdrup en las aguas árticas de Siberia fue en 1921, cuando, desde el puente del rompehielos soviético Lenin, al mando de un convoy de cinco buques de carga, hicieron un viaje experimental a través del mar de Kara a las desembocaduras del río Ob y del río Yenisei. Los buques alcanzaron su destino y regresaron de forma segura y ese viaje se consideró un paso importante en el desarrollo de la etapa del mar de Kara de la Ruta del Mar del Norte (Fairley, p. 272).
Los últimos años de su vida vivió en Sandvika, un municipio a las afueras de Oslo.

## Eponimia
- Islas Sverdrup en Canadá
- Isla Sverdrup en Rusia
- Cráter lunar Sverdrup[2]